# خلر دو برگچه‌ای
خلر دو برگچه‌ای، خلر کروی (نام علمی: Lathyrus sphaericus) نام یک گونه از سرده خلر است.